# ピ語
ピ語（Pe language）もしくはパイ語（Pai）は、ナイジェリアプラトー州で用いられているニジェール・コンゴ語族の言語。
プラトー諸語の様々な語群に分類されうるが、タロコイド諸語に属すると考えられている。
話者が使用する名称であるピ（ùPè）がチャド語派西チャド諸語に属するハウサ語の影響を受けた表記がパイ語である。同じく西チャド諸語のアンガス語（Angas）に由来するダロング語（Dalong）という表記がなされることがあるが、これは侮蔑的であるとされる。使用されない表記であるが、資料によってはPiyehと表記される場合もある。